# Mazsola és Tádé
A Mazsola és Tádé magyar televíziós bábfilmsorozat, mely a Mazsola folytatása. A sorozat 1969-től 1973-ig készült.

## Rövid tartalom
Mazsola, a zöld kismalac váratlanul kistestvért kap: a Futrinka utca felé tartó busz megállójában ő és Manócska egy ott felejtett tengerimalacra, Tádéra bukkan. Mazsola unszolására hazaviszik a Tökházba, ahol Manócska hozzá hasonlóan őt is magához veszi. A mese Mazsola és Tádé mindennapjairól szól.  

## Alkotók
- Írta: Bálint Ágnes
- Zenéjét szerezte: François-Joseph Gossec[1]
- Rendezte: Kende Márta, Simándi József
- Operatőr: Abonyi Antal, Dobay Sándor
- Vágó: Bessenyei Erzsébet, Ilosvay Katalin
- Hangmérnök: Krajcsovics István (1. évadban)
- Bábtervező: Bródy Vera
- Díszlettervező: Lévai Sándor
- Fővilágosító: Farkas Ferenc, Tréfás Imre
- A rendező munkatársa: Beregszászi Mária
- Rendezőasszisztens: Cs. Farkas Mihály
- Gyártásvezető: Herskovits Lia

Készítette a Magyar Televízió.

## Szereplők
| Szereplő    | Bábszínész                                        | Magyar hang                                        |
| ----------- | ------------------------------------------------- | -------------------------------------------------- |
| Manócska    | Bölöni Kiss István                                | Bölöni Kiss István                                 |
| Mazsola     | Havas Gertrúd                                     | Havas Gertrúd                                      |
| Tádé        | Kovács Kató (2 évadban) Sallai Virág (3. évadban) | Váradi Hédi (2 évadban) Szöllősy Irén (3. évadban) |
| Varjú bácsi | Rebró Mara (2 évadban) Erdős István (3. évadban)  | Rebró Mara (2 évadban) Erdős István (3. évadban)   |
| Egérke      | Kaszner Irén                                      | Kaszner Irén                                       |
| Menyus      | Harkányi Endre                                    | Harkányi Endre                                     |

## Epizódok
| Évad | Évad | Részek száma | Részek száma | Eredeti sugárzás | Eredeti sugárzás | Magyar adó       |
| Évad | Évad | Részek száma | Részek száma | Évadbemutató     | Évadzáró         | Magyar adó       |
| ---- | ---- | ------------ | ------------ | ---------------- | ---------------- | ---------------- |
|      | 1.   | 8            | 8            | n. a.            | n. a.            | Magyar Televízió |
|      | 2.   | 7            | 7            | n. a.            | n. a.            | Magyar Televízió |
|      | 3.   | 8            | 8            | n. a.            | n. a.            | Magyar Televízió |

### 1. évad (1969)
| Sor. | Év. | Cím                 |
| --- | --- | ------------------- |
| 1. | 1.  | Vigyük haza         |
| Manócska és Mazsola a Futrinka utcába indulnak, hogy megtekintsék a Madárijesztő Múzeumot. A buszmegállóban találnak egy elhagyott tengerimalacot. |     |                     |
| 2. | 2.  | Tádé orra           |
| Mazsola nehezen viseli, hogy a kis tengerimalac még sokat alszik. Úgy gondolja, hogy az új szerzemény az övé, azért szerezte, hogy legyen végre játszótársa, dicsekszik vele, játékbabának használja. Hamar kiderül, hogy tennivaló is jár a kis állat gondozásával.                                                                            |     |                     |
| 3. | 3.  | Hol kicsi, hol nagy |
| Mazsolának ha valami munkát kell elvégeznie a ház körül, akkor kisfiúnak, ha szórakozásról van szó, akkor nagyfiúnak tartja magát. |     |                     |
| 4. | 4.  | Alvóbaba            |
| Mazsola, Mazsola, Egérke és Tádé alvóbabásat játszanak, babakocsiban tologatják Tádét. Mazsola hamar ráun és kiharcolja, hogy inkább őt tolják a kocsiban. |     |                     |
| 5. | 5.  | Sárgarépa           |
| Mazsola és Tádé sárgarépát esznek. Mazsola azonban hamarabb eszi meg. Manócska ad még répát Mazsolának, de az kérkedik vele, hogy neki még van, mikor a kis tengerimalacnak elfogyott. Ezért Manócska megdorgálja. |     |                     |
| 6. | 6.  | Az a nagyszájú      |
| Mazsola ügyetlennek tartja a kis Tádét, mivel nem tud úgy turkálni, mint ő, ezt el is mondja Egérkének. Mazsola találkozik Menyussal és nagyon haragszik, hogy ilyen ügyetlen kis tengerimalacot hozott magával. Mazsola felelősségre vonja, hogy honnan veszi, mikor a válaszból kiderül, hogy Egérkétől, akkor Mazsola teljesen felháborodik. |     |                     |
| 7. | 7.  | Szerencsére esik    |
| Diódaráláshoz kér segítséget Manócska, de mindenki csak a másikra mutogat. Manócska következményt helyez kilátásba, de a kicsik abban reménykednek, hogy idővel elszáll a haragja. Míg az erdőn járnak, kisül a kalács, de úgy tűnik, Manócska betartja ígéretét.                                                                               |     |                     |
| 8. | 8.  | Hol az a Tádé?      |
| Mazsola megkéri Manócskát, hogy ajándékozzák el Tádét, mert nem hagyja turkálni. Egérke elviszi magával látogatóba. Amikor Mazsola nem találja, nagyon kétségbeesik. Akkor döbben rá, mennyire szereti Tádét és mennyire hiányzik neki. |     |                     |

### 2. évad (1971)
| Sor. | Év. | Cím                       |
| --- | --- | ------------------------- |
| 9. | 1.  | Ó, az a kályhalyuk        |
| Mazsola és Tádé a kályhalyuk meleg kuckóján veszekednek. Vajon melyikőjük okosabb, melyikőjük enged? Mazsola felfedezi, hogy a nagysággal nem csak feladatok, de bizonyos előnyök is járnak.                                                                                                 |     |                           |
| 10. | 2.  | Nem félek!                |
| Varjú koma fészke meginog a hó súlya alatt, ezért Manócska azonnal a segítségére siet és Tádét Mazsola gondjaira bízza. A kismalac azonnal elhatározza, melyik mesét szeretné neki felolvasni, az izgalmasabb részeket még elő is adja.                                                      |     |                           |
| 11. | 3.  | Az eszménykép             |
| Varjú bácsi szerint Mazsola Tádé eszményképe, hiszen a kis tengerimalac felnéz rá, tanul tőle. Mazsola rettentő büszke és igyekszik Tádét mindenre megtanítani, ami csak eszébe jut. Hamarosan kiderül, hogy Mazsola valóban mindenben követendő példa-e.                                    |     |                           |
| 12. | 4.  | Tiszteletjegy             |
| Varjú bácsi tiszteletjegyet hoz Manócskáéknak a Madárijesztők Műsoros Délutánjára. Hosszú tanakodás után Mazsola nagylelkűen felajánlja, hogy Tádé menjen – majd ő elkíséri. Abban reménykedik, hogyha Tádé elmeséli az előadást, az majdnem olyan lesz, mintha ő is ott lett volna.         |     |                           |
| 13. | 5.  | Lapulevél köpönyeg        |
| Manócska új köpenyt varr Mazsolának, a régit Tádé örökli. A nagy játszásban Mazsola nem akar próbálni, helyette Tádé megy, s így a szép lapulevél köpeny is az övé lesz. Mazsolát a kinti játék közben elönti az irigység és szemet vet az új köpenyre.                                      |     |                           |
| 14. | 6.  | Volt egyszer egy kismalac |
| Manócska birsalmasajtot süt, s míg hűl a sajt, mindenki feladatot kap: Mazsola eltúrja a havat a ház elől, Tádé pedig rendet rak. Mazsola állandóan felemlegeti, hogy mennyi havat túrt, s milyen fáradt, és még ahhoz is ragaszkodik, hogy az esti mese is egy szorgos kismalacról szóljon. |     |                           |
| 15. | 7.  | Tengeri csata             |
| Manócska arra tanítja Mazsolát, hogy a kisebbekkel legyen elnézőbb, aztán bevásárolni indul. Mazsola ezalatt olyan játékot talál ki, amelyben néhány tököt elprédálnak, majd arra biztatja Tádét, hogy vállalja magára a felelősséget.                                                       |     |                           |

### 3. évad (1973)
| Sor. | Év. | Cím                        |
| --- | --- | -------------------------- |
| 16. | 1.  | Egy csokor margaréta       |
| Varjú koma margaréta csokrát Tádé elrágja, s hogy a csintalanságot jóvá tegyék, Mazsola összetöri a cserépperselyt, s elindul a Futrinka utcába egy másik csokor margarétáért.                                                                                           |     |                            |
| 17. | 2.  | Kéregpapucs                |
| Mazsola világgá megy, mert úgy érzi, Manócska csak Tádéval törődik. Az erdőben jó, száraz nyírfakérget talál, ekkor eszébe jut Tádé szétrágott kéregpapucsa. Boldogan menne haza, az erdőben azonban eltéved. Végül a vakond földalatti folyosóján vezeti haza Mazsolát. |     |                            |
| 18. | 3.  | Mi a fontosabb?            |
| Mazsola haragszik Tádéra, mert távollétében megette az uborkát. Megverni nem meri, mert fél, hogy nem fogja szeretni. Ezért Manócskát kéri meg, hogy verje el Tádét. A birsalmasajt, melyet Tádé kapott délután – kibékíti őket.                                         |     |                            |
| 19. | 4.  | Betegek vagyunk            |
| Tádé lázas beteg, így Manócska dajkálja, teáztatja, énekel neki. Mazsola is szeretné, ha Manócska dajkálná, ezért betegnek tetteti magát. Hamar rájön, hogy ez nem nagy móka.                                                                                            |     |                            |
| 20. | 5.  | Érik a szőlő               |
| Beköszöntött az ősz, Mazsola Menyussal szőlő után sóvárog. Varjú bácsi a legjobbkor toppan be egy ajándék szőlőfürttel. Manócska elvitte Tádét oltásra, Mazsolának ezért egyedül kell a szőlőre vigyázni. De hol maradnak már olyan sokáig?                              |     |                            |
| 21. | 6.  | Az asztalláb               |
| Mazsola kérésére Manócska Tádét otthon hagyja vele játszani, de megérkezik Fülöpke és szeretnének kimenni az erdőbe. A kis tengerimalac megmakacsolja magát és nem akar menni. Tádé magára marad és felügyelet híján megpróbálja elfoglalni magát.                       |     |                            |
| 22. | 7.  | A gyengék pártfogója       |
| Mazsola gyenge kismalacnak érzi magát a fafűrészeléshez, ellenben Tádé lelkesen segítene a kukoricavetésben. Amikor Manócska egy mutatós ásószerszámot ad Tádénak, Mazsolán úrrá lesz az irigység.                                                                       |     |                            |
| 23. | 8.  | Tiszteljük egymás csutkáit |
| Varjú koma egy hőmérő-csutkát hoz ajándékba. Tádénak nem adhatják, mert elrágja, így Mazsoláé lesz. Tádé csutkababát kap helyette, s mikor elalszik, Mazsola elégeti. Tádé sírva ébred, s az első alkalommal összetöri Mazsola hőmérőjét.                                |     |                            |